# Pascal Bodmer
Pascal Bodmer (Balingen, 4 gennaio 1991) è un ex saltatore con gli sci tedesco.

## Biografia
In Coppa del Mondo esordì il 3 febbraio 2007 a Titisee-Neustadt (32°), ottenne il primo podio il 27 novembre 2009 a Kuusamo (2°) e l'unica vittoria il 7 febbraio 2010 a Willingen.
In carriera prese parte a un'edizione dei Giochi olimpici invernali, Vancouver 2010 (31° nel trampolino normale), e a una dei Campionati mondiali, Oslo 2011 (44° nel trampolino normale).

## Palmarès

### Mondiali juniores
- 3 medaglie:
  - 1 oro (gara a squadre a Zakopane 2008)
  - 2 argenti (gara a squadre a Štrbské Pleso 2009; gara a squadre a Hinterzarten 2010)

### Coppa del Mondo
- Miglior piazzamento in classifica generale: 19º nel 2010
- 3 podi (1 individuale, 2 a squadre):
  - 1 vittoria (a squadre)
  - 2 secondi posti (1 individuale, 1 a squadre)

#### Coppa del Mondo - vittorie
| Data            | Località  | Nazione  | Trampolino                                                                |
| --------------- | --------- | -------- | ------------------------------------------------------------------------- |
| 7 febbraio 2010 | Willingen | Germania | Mühlenkopf HS145 (con Michael Neumayer, Martin Schmitt e Michael Uhrmann) |